# 린톈먀오
린톈먀오(중국어: 林天苗, 1961년 ~ )는 중화인민공화국의 설치 미술가이자 직물 디자이너이다. 일상적인 소재의 사용으로 전통과 현대의 관계를 탐구한다.
1961년 산시성 타이위안시에서 태어난 린의 아버지는 화가이자 서예가였고 어머니는 전통 무용을 전공하여 교수하였다. 1984년에 베이징 수도 일반 대학에서 회화 학사 학위를 취득하였고, 1988년부터  1994년까지 부르클린에서 거주하였다. 1995년에 돌아와 집을 아파트먼트 예술의 중요 공간이었던 오픈 스튜디오로 개조하였다.
린의 작품은 종종 여성에 특화된 주제를 다루며, 평론가들이 가정 생활의 표현에 초첨을 두고 그녀의 작품을 서양 여성주의 예술과 비교를 하는 반면에 그녀는 그러한 범주화를 거부한다.